# Le Pré-d'Auge
Pour les articles homonymes, voir Pré (homonymie).
Le Pré-d'Auge est une commune française, située dans le département du Calvados en région Normandie, peuplée de 849 habitants.

## Géographie

### Localisation
La commune est au cœur du pays d'Auge. Son bourg est à 7,5 km à l'est de Cambremer et à 8 km à l'ouest de Lisieux. La partie nord de l'agglomération de La Boissière, traversée par l'ancienne route nationale 13, est sur le territoire du Pré-d'Auge.
| Manerbe           | Manerbe       | Manerbe, Saint-Désir |
| Saint-Ouen-le-Pin | du Pré-d'Auge | Saint-Désir          |
| La Houblonnière   | La Boissière  | Saint-Pierre-des-Ifs |

### Hydrographie
La commune est située dans le bassin Seine-Normandie. Elle est drainée par le Pre Dauge, le ruisseau Hervieu, le ruisseau de la Fontaine Desbordeaux, le ruisseau de la Connarderie, le ruisseau du Val Dore, le ruisseau des Hogues, le ruisseau de Gratte-Planche, le ruisseau du Coupe-Gorge et le ruisseau de Gaugy,,.

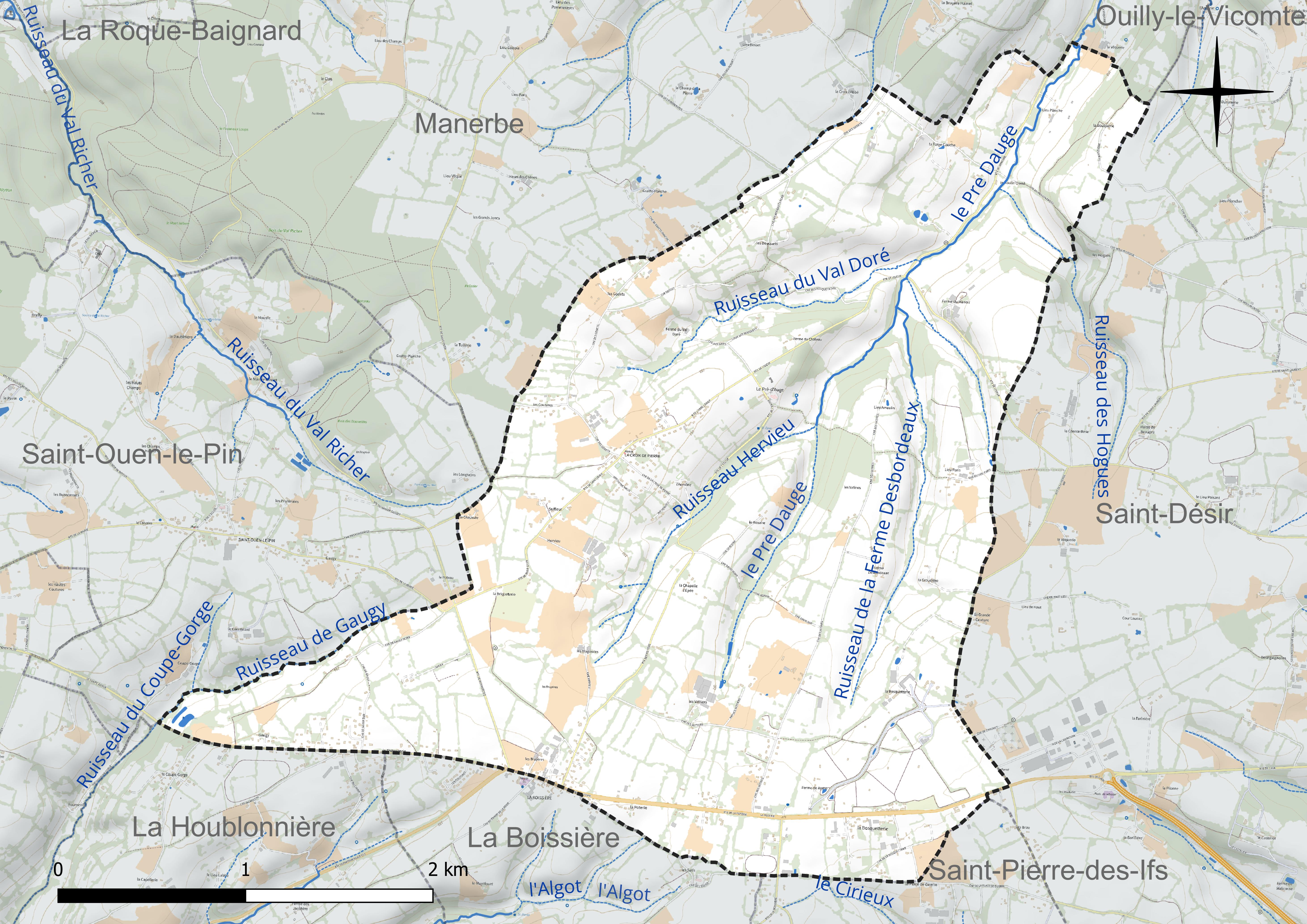
Réseau hydrographique du Le Pré-d'Auge.

### Climat
Pour des articles plus généraux, voir Climat de la Normandie et Climat du Calvados.
En 2010, le climat de la commune est de type climat océanique franc, selon une étude du CNRS s'appuyant sur une série de données couvrant la période 1971-2000. En 2020, Météo-France publie une typologie des climats de la France métropolitaine dans laquelle la commune est exposée à un climat océanique et est dans une zone de transition entre les régions climatiques « Côtes de la Manche orientale » et « Normandie (Cotentin, Orne) ». Parallèlement le GIEC normand, un groupe régional d'experts sur le climat, différencie quant à lui, dans une étude de 2020, trois grands types de climats pour la région Normandie, nuancés à une échelle plus fine par les facteurs géographiques locaux. La commune est, selon ce zonage, exposée à un « climat contrasté des collines », correspondant au Pays d'Auge, Lieuvin et Roumois, moins directement soumis aux flux océaniques et connaissant toutefois des précipitations assez marquées en raison des reliefs collinaires qui favorisent leur formation.
Pour la période 1971-2000, la température annuelle moyenne est de 10,2 °C, avec  une amplitude thermique annuelle de 12,9 °C. Le cumul annuel moyen de précipitations est de 835 mm, avec 12,5 jours de précipitations en janvier et 8,4 jours en juillet. Pour la période 1991-2020, la température moyenne annuelle observée sur la station météorologique la plus proche, située sur la commune de Lisieux à 7 km à vol d'oiseau, est de 11,7 °C et le cumul annuel moyen de précipitations est de 881,4 mm,. Pour l'avenir, les paramètres climatiques de la commune estimés pour 2050 selon différents scénarios d'émission de gaz à effet de serre sont consultables sur un site dédié publié par Météo-France en novembre 2022.

## Urbanisme

### Typologie
Au 1er janvier 2024, Le Pré-d'Auge est catégorisée commune rurale à habitat dispersé, selon la nouvelle grille communale de densité à 7 niveaux définie par l'Insee en 2022.
Elle est située hors unité urbaine. Par ailleurs la commune fait partie de l'aire d'attraction de Lisieux, dont elle est une commune de la couronne,. Cette aire, qui regroupe 57 communes, est catégorisée dans les aires de 50 000 à moins de 200 000 habitants,.

### Occupation des sols
L'occupation des sols de la commune, telle qu'elle ressort de la base de données européenne d'occupation biophysique des sols Corine Land Cover (CLC), est marquée par l'importance des territoires agricoles (97,6 % en 2018), une proportion sensiblement équivalente à celle de 1990 (98 %). La répartition détaillée en 2018 est la suivante : 
prairies (85,9 %), zones agricoles hétérogènes (9,3 %), terres arables (2,5 %), zones urbanisées (2,3 %). L'évolution de l'occupation des sols de la commune et de ses infrastructures peut être observée sur les différentes représentations cartographiques du territoire : la carte de Cassini (XVIIIe siècle), la carte d'état-major (1820-1866) et les cartes ou photos aériennes de l'IGN pour la période actuelle (1950 à aujourd'hui).

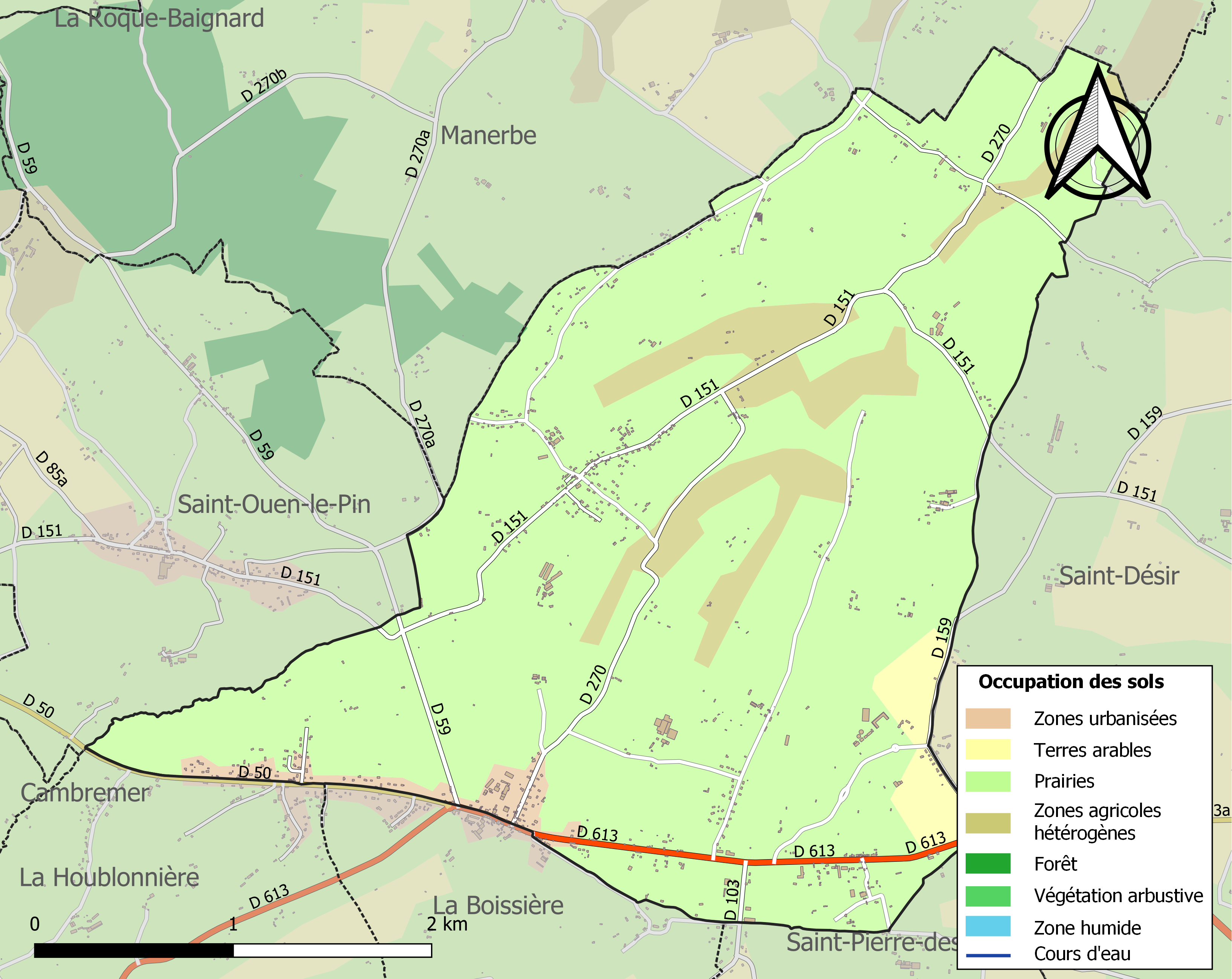
Carte des infrastructures et de l'occupation des sols de la commune en 2018 (CLC).

## Toponymie
Le nom de la localité est attesté sous la forme Pratum Algie au XIVe siècle.
L'origine du toponyme par le latin pratum et l'ancien français qui en est issu, prée, confirment la référence à un « pré ».
La région située aux confins du pays d'Ouche, de l'autre côté de la Touques, reçut le nom de pays d'Auge. Il semblerait que cette partie du territoire était occupée par une forêt existant encore au Xe siècle : « Quoddam monasterium Sagiensi urbi vicinum quod est in saltu Algie situm ».
Le gentilé est Pré d'Augeois.

## Histoire
Le Pré-d'Auge était un village de potiers, fabriquant la céramique du Pré-d'Auge entre le XVIe siècle et la fin du XIXe siècle. Les suites de Palissy (vaisselle), les pavés et épis de faîtage ont fait sa renommée.

## Politique et administration
| Période                                  | Période   | Identité           | Étiquette | Qualité                |
| ---------------------------------------- | --------- | ------------------ | --------- | ---------------------- |
| 1995                                     | mars 2008 | Dominique Julienne |           |                        |
| mars 2008                                | En cours  | Denis Pouteau      | SE        | Surveillant de travaux |
| Les données manquantes sont à compléter. |           |                    |           |                        |

Le conseil municipal est composé de quinze membres dont le maire et trois adjoints.

## Démographie
L'évolution du nombre d'habitants est connue à travers les recensements de la population effectués dans la commune depuis 1793. Pour les communes de moins de 10 000 habitants, une enquête de recensement portant sur toute la population est réalisée tous les cinq ans, les populations de référence des années intermédiaires étant quant à elles estimées par interpolation ou extrapolation. Pour la commune, le premier recensement exhaustif entrant dans le cadre du nouveau dispositif a été réalisé en 2005.
En 2022, la commune comptait 849 habitants, en évolution de −4,71 % par rapport à 2016 (Calvados : +1,58 %, France hors Mayotte : +2,11 %).
Au premier recensement républicain, en 1793, Le Pré-d'Auge comptait 998 habitants, population jamais atteinte depuis.
| 1793 | 1800 | 1806 | 1821 | 1831 | 1836 | 1841 | 1846 | 1851 |
| ---- | ---- | ---- | ---- | ---- | ---- | ---- | ---- | ---- |
| 998  | 843  | 980  | 820  | 841  | 889  | 822  | 727  | 654  |

| 1856 | 1861 | 1866 | 1872 | 1876 | 1881 | 1886 | 1891 | 1896 |
| ---- | ---- | ---- | ---- | ---- | ---- | ---- | ---- | ---- |
| 657  | 629  | 635  | 592  | 563  | 551  | 528  | 539  | 508  |

| 1901 | 1906 | 1911 | 1921 | 1926 | 1931 | 1936 | 1946 | 1954 |
| ---- | ---- | ---- | ---- | ---- | ---- | ---- | ---- | ---- |
| 504  | 488  | 481  | 405  | 447  | 473  | 476  | 452  | 471  |

| 1962 | 1968 | 1975 | 1982 | 1990 | 1999 | 2005 | 2006 | 2010 |
| ---- | ---- | ---- | ---- | ---- | ---- | ---- | ---- | ---- |
| 457  | 508  | 551  | 607  | 654  | 745  | 827  | 833  | 850  |

| 2015 | 2020 | 2022 | - | - | - | - | - | - |
| ---- | ---- | ---- | - | - | - | - | - | - |
| 892  | 858  | 849  | - | - | - | - | - | - |

## Lieux et monuments
- La fontaine miraculeuse de Saint-Méen. Située derrière l'église, en plein milieu d'un champ, son eau aurait la vertu de guérir les maladies de la peau. Une petite statue de saint Méen est logée dans une cavité du chêne millénaire voisin de la source, où ont été accrochés, selon une très ancienne tradition, les nombreux mouchoirs utilisés pour nettoyer les plaies avec cette eau « miraculeuse ».
- L'église Saint-Ouen avec façade romane et porche du XVIe siècle. Le clocher date de 1761. L'église et le cimetière forment un site inscrit depuis le 10 août 1942[34]. Son maitre-autel-retable avec statues, tabernacle, gradin et portes, est classé à titre d'objet monuments historiques[35]
- Le château de la Rivière-Pré-d'Auge date du XVIIe siècle. Il avait été précédé par un manoir, aujourd'hui disparu, construit sur le Mont-Rosty, à quelque distance du château actuel. Le château, le parc, la fontaine Saint-Méen et un chêne sont un site classé depuis le 7 juin 1943[36].
- L'Hostellerie Henri IV (auberge de La Boissière), du XVIe siècle. Inscrite au titre des Monuments historiques en 1978, elle en est radiée depuis 2011[37].

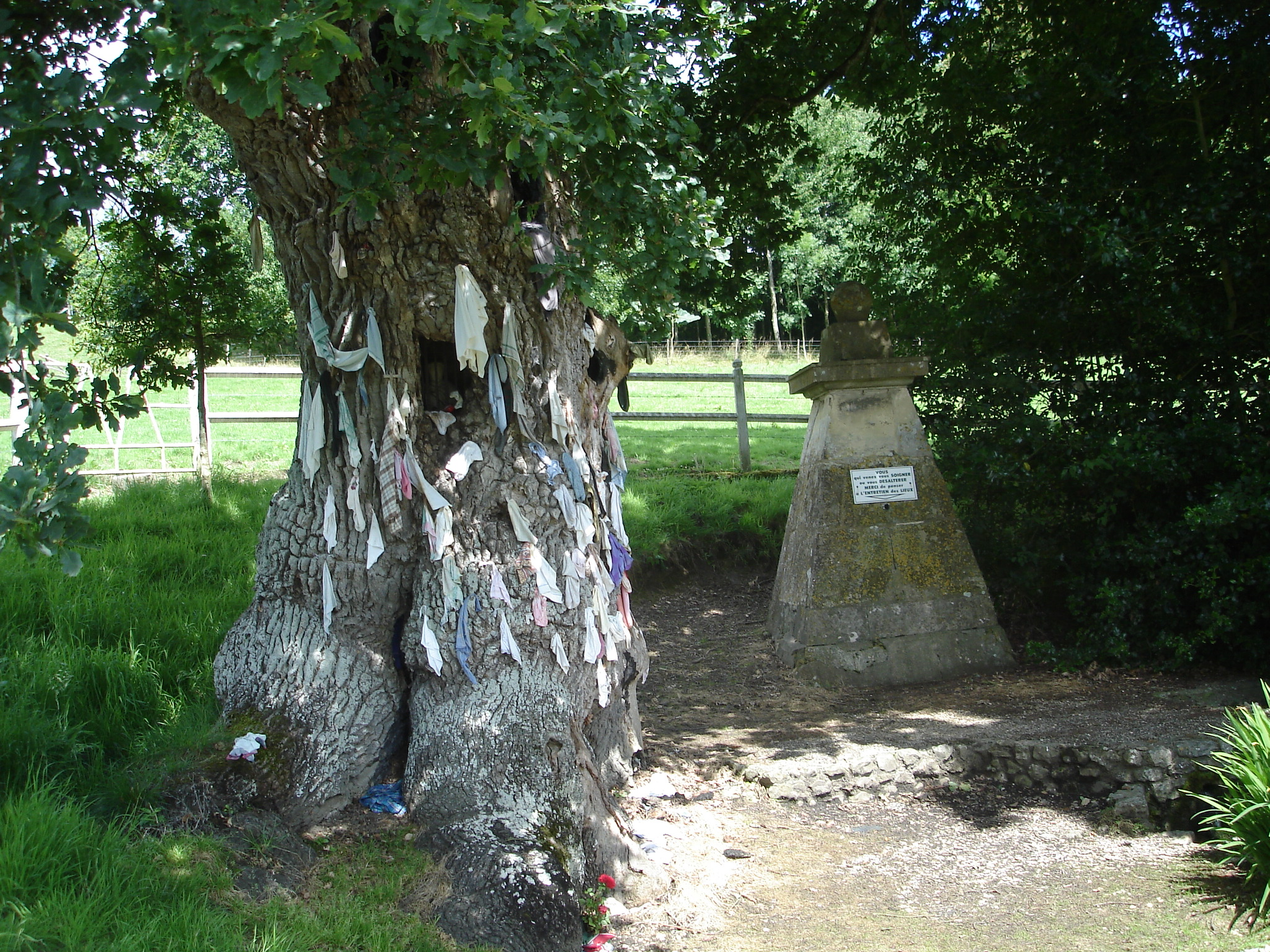
La source miraculeuse de Saint-Méen, avec le chêne millénaire.
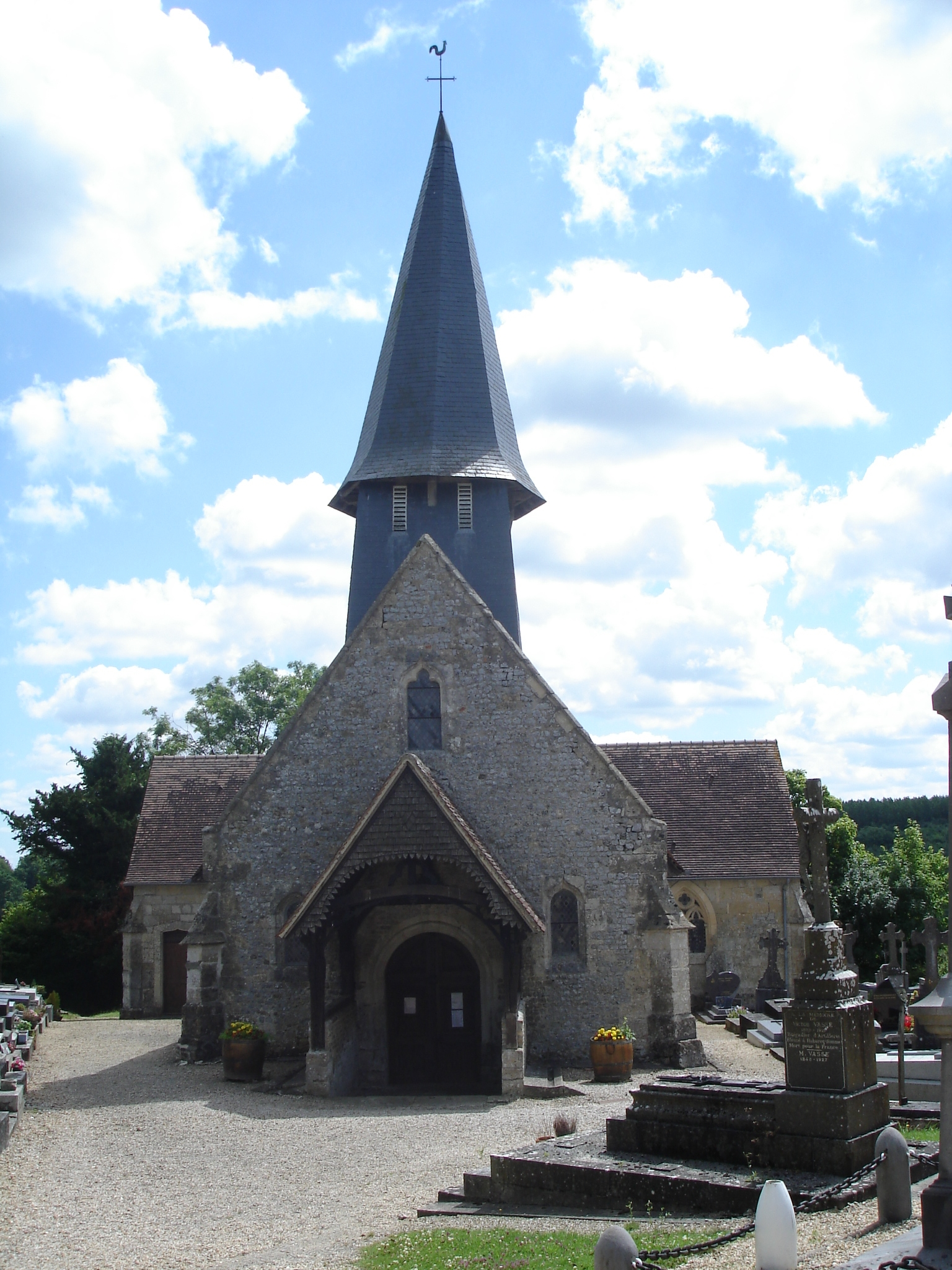
L'église Saint-Ouen.
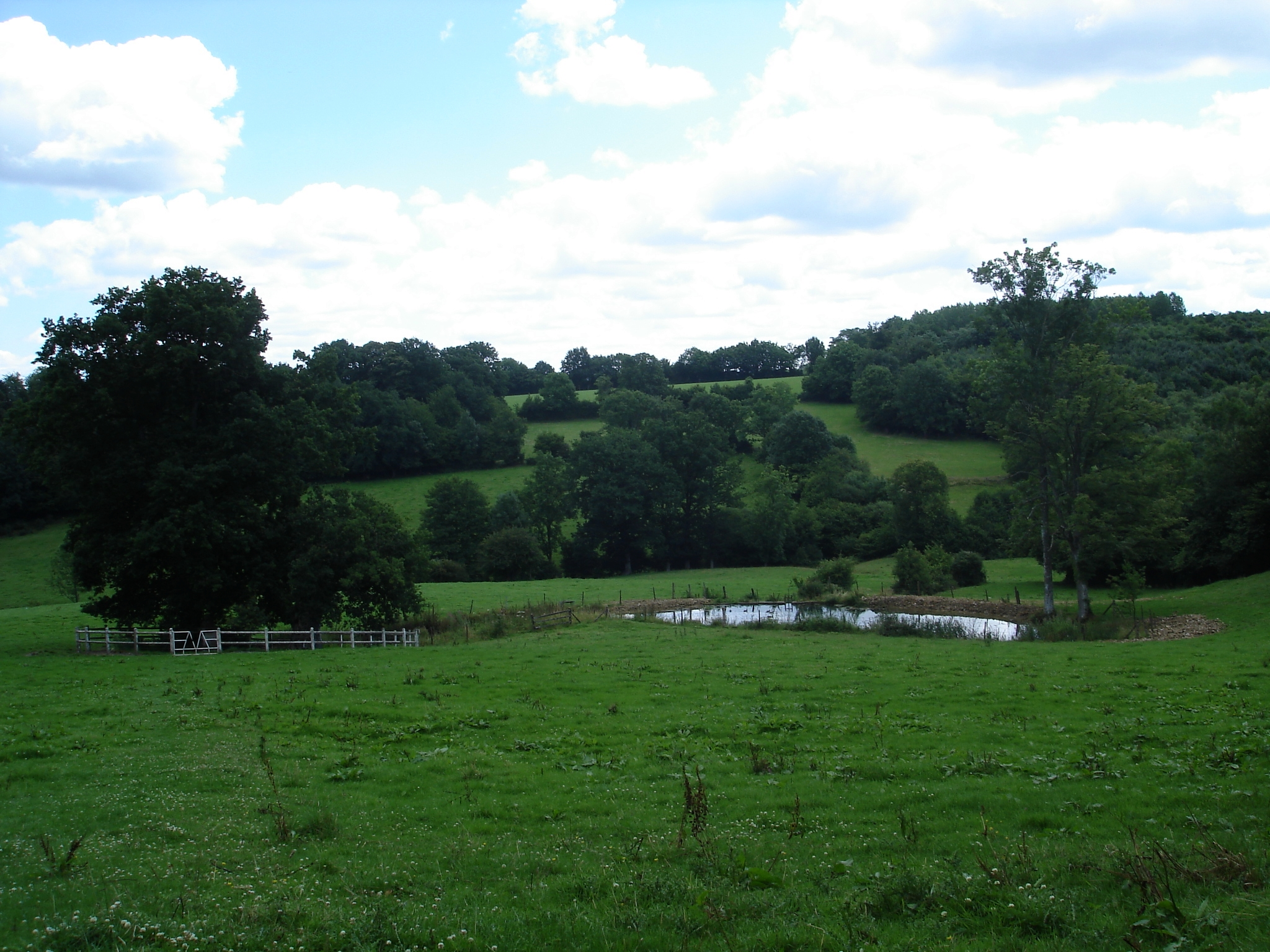
Vue de la source et du chêne au milieu du pré.

## Activité et manifestations

### Jumelages
- Abbotskerswell (Royaume-Uni) depuis 1992 (jumelage partagé avec Les Monceaux[38]).